# Nazionale di ginnastica artistica femminile della Squadra Unificata
La nazionale di ginnastica artistica femminile della Squadra Unificata fu la squadra che partecipò ai Giochi della XXV Olimpiade di Barcellona, informalmente denominata, ai mondiali di Parigi '92 nel mese di aprile, nazionale della Comunità degli Stati Indipendenti.
Il nome ufficiale in francese era Equipe Unifiée, da cui il codice CIO «EUN».
Le squadre unificate consistevano di atleti provenienti da tutte le ex-repubbliche sovietiche ad eccezione delle tre repubbliche baltiche, ma della nazionale di ginnastica artistica fecero effettivamente parte solo ginnaste provenienti da Bielorussia, Russia, Ucraina ed Uzbekistan.
La squadra era allenata da Aleksandr Aleksandrov, divenuto in seguito allenatore della nazionale russa fino al 2012.
La sede di allenamento era il centro sportivo Ozero Krugloe nei pressi di Mosca.

## Ginnaste
- S'vjatlana Bahinskaja -  Bielorussia
- Oksana Chusovitina -  Uzbekistan
- Rozalia Galiyeva -  Russia
- Elena Grudneva -  Russia
- Tatiana Gutsu -  Ucraina
- Tetjana Lisenko -  Ucraina

## Palmarès
Olimpiadi
Barcellona 1992
- Oro - Concorso a squadre
- Oro - Concorso individuale (Tatiana Gutsu)
- Oro - Trave (Tetjana Lisenko)
- Argento - Parallele asimmetriche (Tatiana Gutsu)
- Bronzo - Volteggio (Tetjana Lisenko)
- Bronzo - Corpo libero (Tatiana Gutsu)

Mondiali
Parigi 1992
- Argento - Volteggio (S'vjatlana Bahinskaja)
- Bronzo - Volteggio (Oksana Chusovitina)
- Bronzo - Corpo libero (Tetjana Lisenko)

## Risultati

### Barcellona 1992
Ginnastica ai Giochi della XXV OlimpiadeS'vjatlana Bahinskaja, Oksana Čusovitina, Rozalia Galiyeva, Elena Grudneva, Tetjana Hucu, Tetjana Lysenko
|                       | Ginnasta | Esercizio | VT    | UB    | BB    | FX     | Punteggi | Totale |
| --------------------- | -------- | --------- | ----- | ----- | ----- | ------ | -------- | ------ |
| Oro                   |          |           |       |       |       |        |          |        |
| S'vjatlana Bahinskaja | Obbl.    | 9.850     | 9.925 | 9.875 | 9.975 | 39.625 | 79.287   |        |
| S'vjatlana Bahinskaja | Opz.     | 9.950     | 9.862 | 9.925 | 9.925 | 39.662 | 79.287   |        |
| Oksana Chusovitina    | Obbl.    | 9.850     | 9.012 | 9.875 | 9.912 | 38.649 | 78.111   |        |
| Oksana Chusovitina    | Opz.     | 9.900     | 9.837 | 9.800 | 9.925 | 39.462 | 78.111   |        |
| Rozalia Galiyeva      | Obbl.    | 9.812     | 9.850 | 9.750 | 9.862 | 39.274 | 78.885   |        |
| Rozalia Galiyeva      | Opz.     | 9.887     | 9.900 | 9.912 | 9.912 | 39.611 | 78.885   |        |
| Elena Grudneva        | Obbl.    | 9.762     | 9.850 | 9.812 | 9.825 | 39.249 | 78.411   |        |
| Elena Grudneva        | Opz.     | 9.875     | 9.900 | 9.875 | 9.512 | 39.162 | 78.411   |        |
| Tatiana Gutsu         | Obbl.    | 9.837     | 9.937 | 9.887 | 9.925 | 39.586 | 78.848   |        |
| Tatiana Gutsu         | Opz.     | 9.950     | 9.962 | 9.425 | 9.925 | 39.262 | 78.848   |        |
| Tetjana Lisenko       | Obbl.    | 9.862     | 9.862 | 9.837 | 9.912 | 39.473 | 79.122   |        |
| Tetjana Lisenko       | Opz.     | 9.962     | 9.912 | 9.950 | 9.825 | 39.649 | 79.122   |        |

| Posizione | Ginnasta              | VT    | UB    | BB    | FX    | Totale |
| --------- | --------------------- | ----- | ----- | ----- | ----- | ------ |
| Oro       | Tatiana Gutsu         | 9.950 | 9.950 | 9.912 | 9.925 | 39.737 |
| 5         | S'vjatlana Bahinskaja | 9.962 | 9.887 | 9.912 | 9.912 | 39.673 |
| 7         | Tetjana Lisenko       | 9.962 | 9.900 | 9.875 | 9.800 | 39.537 |

| Posizione | Ginnasta              | Salto 1 | Salto 2 | Totale |
| --------- | --------------------- | ------- | ------- | ------ |
| Bronzo    | Tetjana Lisenko       | 9.925   | 9.900   | 9.912  |
| 4         | S'vjatlana Bahinskaja | 9.937   | 9.862   | 9.899  |

| Posizione | Ginnasta      | Punteggio |
| --------- | ------------- | --------- |
| Argento   | Tatiana Gutsu | 9.975     |

| Posizione | Ginnasta              | Punteggio |
| --------- | --------------------- | --------- |
| Oro       | Tetjana Lisenko       | 9.975     |
| 5         | S'vjatlana Bahinskaja | 9.862     |

| Posizione | Ginnasta           | Punteggio |
| --------- | ------------------ | --------- |
| Bronzo    | Tatiana Gutsu      | 9.912     |
| 7         | Oksana Chusovitina | 9.812     |

### Parigi 1992
| Posizione | Ginnasta              | Salto 1 | Salto 2 | Totale |
| --------- | --------------------- | ------- | ------- | ------ |
| Argento   | S'vjatlana Bahinskaja | 9.962   | 9.925   | 9.943  |
| Bronzo    | Oksana Chusovitina    | 9.925   | 9.950   | 9.937  |

| Posizione | Ginnasta        | Punteggio |
| --------- | --------------- | --------- |
| 9         | Tetjana Lisenko | 9.775     |

| Posizione | Ginnasta              | Punteggio |
| --------- | --------------------- | --------- |
| 6         | S'vjatlana Bahinskaja | 9.750     |
| 7         | Tetjana Lisenko       | 9.362     |

| Posizione | Ginnasta           | Punteggio |
| --------- | ------------------ | --------- |
| Bronzo    | Tetjana Lisenko    | 9.887     |
| 7         | Oksana Chusovitina | 9.800     |